# Štuma
Štuma (njemački: Stoob, mađarski: Csáva) tržni je grad u austrijskoj saveznoj državi Gradišće, koji administrativno pripada Kotaru Gornja Pulja.

## Stanovništvo
Štuma prema podacima iz 2010. godine ima 1.436 stanovnika. 1910. godine je imala 1.395 stanovnika većinom Nijemca. Po podacima iz 2001. godine naselje ima 1.386 stanovnika od čega 1.283 Nijemca, 31 Hrvata, 13 Mađara i 59 ostalih.

## Vanjske poveznice
- Internet stranica naselja (njem.)